# Bogdan Blindow
Bogdan Blindow (ur. 26 maja 1944, zm. 28 września 1997) – działacz związkowy NSZZ Solidarność. 
Wieloletni kierownik, a następnie ajent, wejherowskiego kina „Świt”; ponadto muzyk, nauczyciel muzyki, animator kultury.
W roku 1980 utworzył Krajową Sekcję Pracowników Filmu NSZZ „Solidarność” i został wybrany jej przewodniczącym. Był członkiem pierwszego Zarządu Regionu Gdańskiego NSZZ „Solidarność” oraz delegatem na I Krajowy Zjazd Delegatów NSZZ „Solidarność” w Hali Olivia. 
W kinie „Świt” (które w 2001 przestało funkcjonować) odbywały się prapremiery filmowe (Kaszebe Ryszarda Bera, Las Piaśnicki Tadeusza Wudzkiego), cykliczne Konfrontacje i spotkania z twórcami. 
Był współzałożycielem honorowego Komitetu upamiętniającego Piaśnicę. 
Prywatnie mąż Urszuli Blindow, ojciec Dagmary Blindow i dziadek Patrycji Blindow. Od 1991 roku prowadził kino „Żeglarz” w Jastarni na Półwyspie Helskim. Było ono „prezentem” dla zauroczonej Półwyspem żony. Po jego śmierci w 1997 roku prowadzenie kina objęła jego córka – Dagmara.
Zmarł w wyniku powikłań po operacji przeszczepienia serca.